# Sylvicola undulatus
Sylvicola undulatus är en tvåvingeart som först beskrevs av Lamb 1909.  Sylvicola undulatus ingår i släktet Sylvicola och familjen fönstermyggor. Inga underarter finns listade i Catalogue of Life.